# Straža (Serbia)
Straža (cyr. Стража) – wieś w Serbii, w Wojwodinie, w okręgu południowobanackim, w mieście Vršac. W 2011 roku liczyła 531 mieszkańców.